# جيجك خاتون
جيجك خاتون (بالتركية العثمانية: چیچک خاتون)‏، (توفيت في 3 مايو 1498) هي إحدى زوجات السلطان العثماني محمد الفاتح، وهي أم جم سلطان الذي تنازع مع بايزيد الثاني حول تولى العرش العثماني.

## نشأتها
ولد جيجك خاتون في عائلة تركية، فهي شقيقة علي بك، تزوجت محمد الفاتح في القسطنطينية وأنجبت ابنها الوحيد جم في 22 ديسمبر 1459، وفقا لبعض المصادر فقد كان لها ابنا أكبر من جم وهو شهزاده مصطفى ولكنه تُوفى صغيرًا، وحسب التقاليد العثمانية فإن جميع الأمراء يجب يعملوا كحكام للمقاطعات كجزء من التدريب، وعلى ذلك أصبح جم سلطان محافظ قونية ورافقته جيجك خاتون.

## تمرد ابنها
بعد موت السلطان محمد الفاتح تنازع ابناه «جم» و«بايزيد الثاني» على العرش. ولكن الغلبة كانت من نصيب بايزيد، ففر جم إلى مصر حيث احتمى بسلطان المماليك «قايتباي» في القاهرة. ورافقته والدته وذهبت معه إلى القاهرة، وكانت تدعمه في هذا الأمر بالرغم من تخلي الجميع عنه.
بعد الهزيمة الثانية لجم من قبل بايزيد في 1482، فر جم إلى جزيرة رودس حيث حاول أن يتعاون مع فرسان القديس يوحنا والدول الغربية ضد أخيه، لكن بايزيد استطاع إقناع دولة الفرسان بإبقاء الأمير جم على الجزيرة مقابل  35000 دوقية سنويُا، وتعهد بأن لا يمس جزيرتهم طيلة فترة حكمه، فوافقوا على ذلك، لكنهم عادوا وسلموا الأمير إلى البابا «إينوسنت الثامن» كحل وسط، وعند وفاة البابا قام خليفته بدس السم للأمير جم بعد أن أجبره الفرنسيون على تسليمهم إياه، فتوفي في مدينة ناپولي، ونقل جثمانه فيما بعد إلى بورصة ودُفن فيها.
ظلت  جيجك خاتون، حث السلطان قايتباي من خلال صداقتها مع زوجته على دعم ابنها، وكانت تبعث الرسائل إلى جم قبل القبض عليه، واستخدمت نفوذها في مصر جلب بعد المعلومات الاستخباراتية عن بايزيد لدعم ابنها. وبعد وقوعه في الأسر حاولت إطلاق سراحه بالمال لكن دون جدوى.

## الموت
توفيت في 3 مايو 1498 بمرض الطاعون ودفنت في القاهرة. نُقل جثمانها إلى نابولي فيما بعد، حيث دفن ابنها جم وشقيقه الأكبر مصطفى.

## مزيد من القراءة
- Franz Babinger (1992). Mehmed the Conqueror and His Time. Princeton University Press. ISBN:978-0-691-01078-6.
- M. Çağatay Uluçay (1985). Padişahların kadınları ve kızları. Türk Tarih Kurumu.
- Leslie P. Peirce (1993). The Imperial Harem: Women and Sovereignty in the Ottoman Empire. Oxford University Press. ISBN:978-0-195-08677-5.
- Mehmet Süreyya Bey (1969). Osmanlı devletinde kim kimdi, Volume 1. Küğ Yayını. ISBN:978-9-004-12106-5.
- A. Yurdusev (28 يناير 2016). Ottoman Diplomacy: Conventional or Unconventional?. Springer. ISBN:978-0-230-55443-6.
- Journal of Turkish Studies. Harvard University Printing Office. 1979. ISBN:978-0-230-55443-6.
- Franz Babinger (1992). Mehmed the Conqueror and His Time. Princeton University Press. ISBN:978-0-691-01078-6.
- M. Çağatay Uluçay (1985). Padişahların kadınları ve kızları. Türk Tarih Kurumu.
- Leslie P. Peirce (1993). The Imperial Harem: Women and Sovereignty in the Ottoman Empire. Oxford University Press. ISBN:978-0-195-08677-5.
- Mehmet Süreyya Bey (1969). Osmanlı devletinde kim kimdi, Volume 1. Küğ Yayını. ISBN:978-9-004-12106-5.
- A. Yurdusev (28 يناير 2016). Ottoman Diplomacy: Conventional or Unconventional?. Springer. ISBN:978-0-230-55443-6.
- Journal of Turkish Studies. Harvard University Printing Office. 1979. ISBN:978-0-230-55443-6.